# 饶禄–氏艺运河

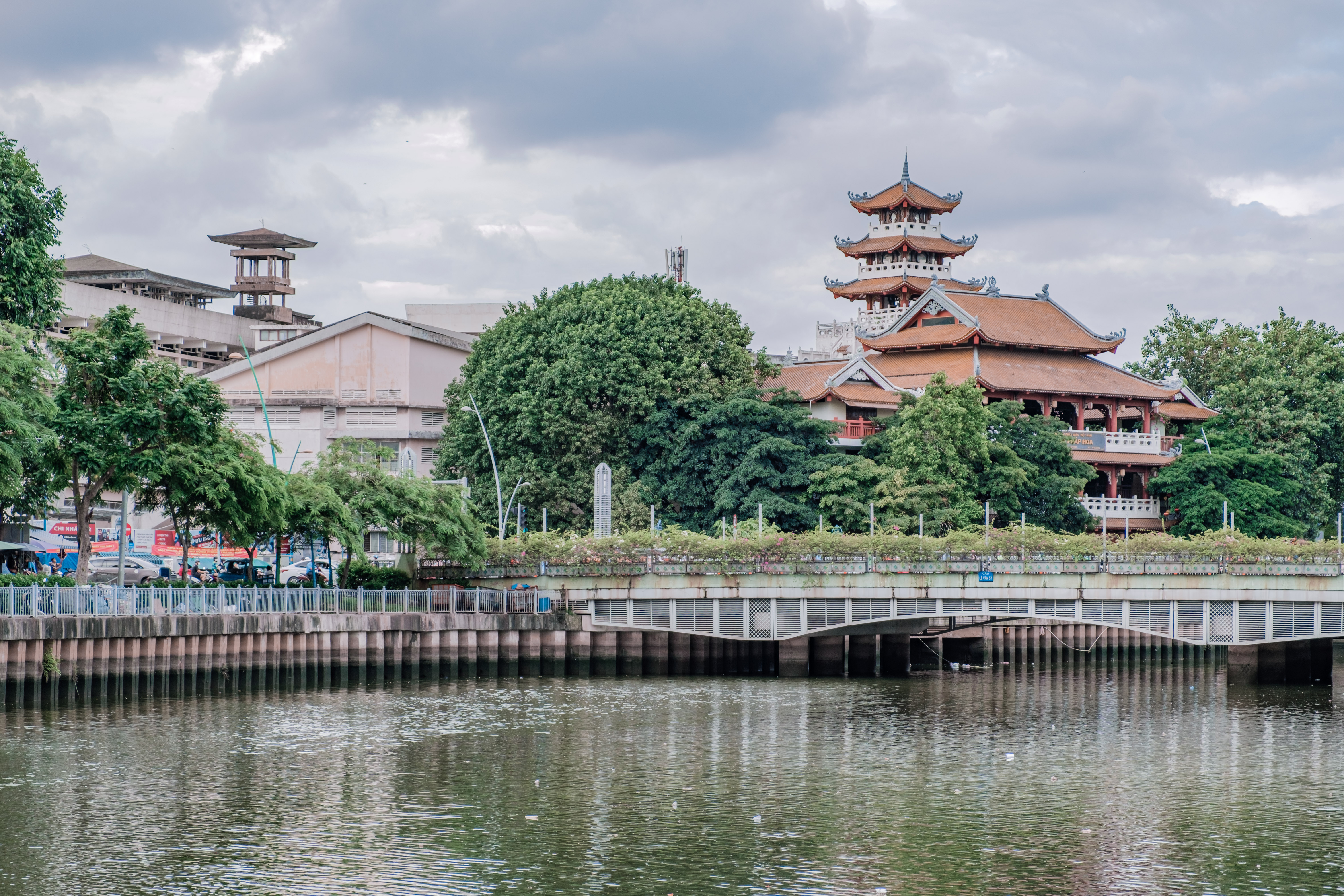
饶禄–氏艺运河

饶禄–氏艺运河，是一条流经越南胡志明市市中心的运河。
这条9（5.6英里）长的运河穿过第一郡、第三郡、富润郡、新平郡和平盛郡，流入西貢河。

## 恢复
1975年后，随着胡志明市的大力城市发展，运河受到严重污染。建筑物向运河倾倒生活垃圾和废水，导致运河外观发黑，散发出恶臭。世界银行资助的运河修复项目于2002年启动，包括安装下水道、疏浚以及搬迁运河沿岸的贫民窟。沿着运河的长沙街和黄沙街种满了树木，亦安装了人行步道。